# Carnival of Souls (film 1998)
Carnival of Souls è un film del 1998 diretto dal regista Adam Grossman.
Si tratta di un remake del film Carnival of Souls (1962) di Herk Harvey. Il regista si ispira alla lontana dal copione originale di John Clifford, riproponendone solo il set da luna park e la soluzione finale.
È uscito direttamente in home video in tutto il mondo.

## Trama
A vent'anni dall'omicidio della madre, di cui fu testimone, la tormentata Alex è convinta che l'assassino si travesta da clown e sia tornato per perseguitarla.